# Venzolasca
Venzolasca (kors. A Venzulà) – miejscowość i gmina we Francji, w regionie Korsyka, w departamencie Górna Korsyka.
Według danych na rok 1990 gminę zamieszkiwały 1162 osoby, a gęstość zaludnienia wynosiła 72 osoby/km².